# Олга Сияпутра
Йога Сияпутра (на английски: Yoga Syahputra), по-известен като Олга Сияпутра, е индонезийски актьор. Олга често играе ролята на травестит, но отрича да е гей.
Умира на 27 март 2015 г. от менингит.